# Han Ryner
Jacques Élie Henri Ambroise Ner (Nemours, Argelia; 7 de diciembre de 1861 - París; 6 de enero de 1938), conocido por su seudónimo Han Ryner fue un filósofo, escritor y activista anarcoindividualista francés.
Es autor de más de cincuenta libros de diferentes géneros, desde novelas hasta ensayos, pasando por cuentos, teatro o poesía. También escribió en publicaciones periódicas como L'Art social , L'Humanité nouvelle , L'Ennemi du Peuple , L'Idée Libre de Lorulot ;  y L'En dehors y L'Unique del también anarcoindividualista Émile Armand.  Su pensamiento está influenciado principalmente por el estoicismo y el epicureísmo.

## Biografía
Jacques Élie H. A. Ner nace el 7 de diciembre de 1861, en Nemours, Departamento de Orán, Argelia Francesa, hijo de padres de clase media y muy religiosos, él empleado correos y ella institutriz, durante su juventud realiza estudios de teología y filosofía, vinculándose a algunas de las corrientes ideológicas franc-masonas francesas a la muerte de su madre.
Publica diez novelas entre 1894 y 1895. En 1896, adopta el pseudónimo de «Han Ryner», siendo el redactor jefe de la revista Demain y colabora en numerosas revistas y publicaciones como L'Art social, L'Humanité nouvelle de Augustin Hamon, L'Ennemi du Peuple de Emile Janvion, L'Idée Libre de Lorulot, así como L'En dehors y L'Unique de Émile Armand, pseudónimo de Ernest-Lucien Juin. En 1900 escribe Le crime d'obéir y en 1903 publica el ensayo Petit manuel individualiste, en el que presenta lo que podríamos considerar su particular propuesta anarcoindividualista, profundamente influida por el estoicismo griego clásico, principalmente por la obra de Epícteto.
Sus trabajos narrativos le llevan a obtener en 1912 un premio literario de la publicación L’Intransigeant. Hace campaña por la liberación de Eugène Dieudonné en 1913, por la de Émile Armand durante la Guerra, por los motines del Mar Negro, por los italianos Nicola Sacco y Bartolomeo Vanzetti y por el ucraniano Nestor Makhno. Anticlerical virulento, en 1936 se adhiere al Comité Mundial contra la Guerra y el Fascismo. Durante la dictadura de Miguel Primo de Rivera se vuelve un autor influencial dentro de círculos anarquistas individualistas de España.
Se opuso tenazmente al desarrollo de la I Guerra Mundial (1914-1919), apostando por el antibelicismo y el antimilitarismo pacifista.
Muere en París, el 6 de febrero de 1938.

## Obras

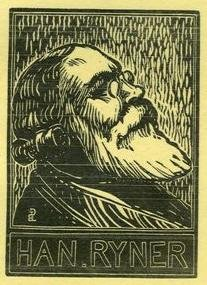
Han Ryner
Retrato por Pierre Larivière.

- Chair vaincue, roman psychologique (1889)
- Les Chants du divorce, poésies (1892)
- L'Humeur inquiète (1894)
- La Folie de misère (1895)
- Le Crime d'obéir (1900)
- Le Soupçon (1900)
- L'Homme fourmi, roman illustré par Alexis Mérodack-Jeanneau (1901)
- Les Voyages de Psychodore, philosophe cynique (1903)
- Petit Manuel individualiste (1903)
- La Fille manquée (1903)
- Petit Manuel individualiste (1903)
- Prostitués, études critiques sur les gens de lettres d'aujourd'hui (1904)
- Les Chrétiens et les philosophes (1906)
- Le Subjectivisme. Des bons et mauvais usages de la logique. La Métaphysique et les Sagesses positives. Le Déterminisme et la Liberté. Les Morales: Servilisme et Dominisme. Les Sagesses: Fraternisme et Subjectivisme. Les Étapes de la sagesse (1909)
- Vive le roi, hypothèse en 3 actes. Les Esclaves, vision en un acte (1910)
- Le Cinquième Évangile (1911)
- Le Fils du silence (1911)
- Les Paraboles cyniques (1913)
- Les Apparitions d'Ahasvérus v. 1913)
- Les Pacifiques (1914)
- Le Père Diogène (v. 1915-1935)
- Le Sphinx rouge (1918)
- Le Poison, drame en 1 acte (1919)
- La Tour des peuples (1919)
- Le Père Diogène (1920). Réédition: Premières Pierres, 2007.
- Dialogue du mariage philosophique; suivi des Dicéphales (1922)
- Les Véritables entretiens de Socrate (1922)
- L'Individualisme dans l'antiquité (histoire et critique) (1924)
- Le Communisme et la Liberté (1924)
- Le Crime d'obéir, roman d'histoire contemporaine (1925)
- Jusqu'à l'âme: drame moderne en 2 actes (1925)
- L'Ingénieux Hidalgo Miguel Cervantès (1926)
- La Vie éternelle, roman du mystère (1926)
- L'Aventurier d'amour (1927)
- L'Amour plural, roman d'aujourd'hui et de demain (1927)
- Jeanne d'Arc fut-elle victime de l'Église? (1927)
- La Sagesse qui rit (1928)
- Les Surhommes, roman prophétique (1929)
- Songes perdus (1929)
- Chère Pucelle de France (1930)
- Prenez-moi tous! (1930)
- Crépuscules. Bouddha. Platon. Épicure. Thraséas. Raymond Lulle. Rabelais. Leibniz. Hegel. Vigny. Élisée Reclus, etc. (1930)
- Le Manœuvre: pièce en 3 actes (1931)
- Dans le mortier. Zénon. Phocion, Saint Ignace; Les Albigeois; Michel Servet; Pierre Ramus; Vanini; Brousson; Francisco Ferrer (1932)
- La Soutane et le veston, roman (1932)
- Bouche d'or, patron des pacifistes (1934)
- La Cruauté de l'Église (1937)
- L'Église devant ses juges (1937)
- Le Massacre des amazones: études critiques sur deux cents bas-bleus contemporains: Mmes Adam, Sarah Bernhardt, Marie-Anne de Bovet, Bradamante, Jeanne Chauvin, Alphonse Daudet (s. d.)
- La Beauté: légende dramatique en quatre tableaux (1938)
- Florilège de paraboles et de songes (1942)
- Face au public. Première série, 1901-1919 (1948)
- J'ai mon Éliacin, souvenirs d'enfance (1956)
- Aux orties, souvenirs d'adolescence (1957)
- Le Sillage parfumé (1958)
- Les Grandes Fleurs du désert (1963)